# Tetranema megaphyllum
Tetranema megaphyllum är en grobladsväxtart som först beskrevs av Townshend Stith Brandegee, och fick sitt nu gällande namn av Louis Otho Otto Williams. Tetranema megaphyllum ingår i släktet Tetranema och familjen grobladsväxter. Inga underarter finns listade i Catalogue of Life.